# Lipotriches picardi
Lipotriches picardi är en biart som först beskrevs av Giovanni Gribodo 1894.
Lipotriches picardi ingår i släktet Lipotriches och familjen vägbin. Inga underarter finns listade i Catalogue of Life.